# Evangelische Kirche (Heven)

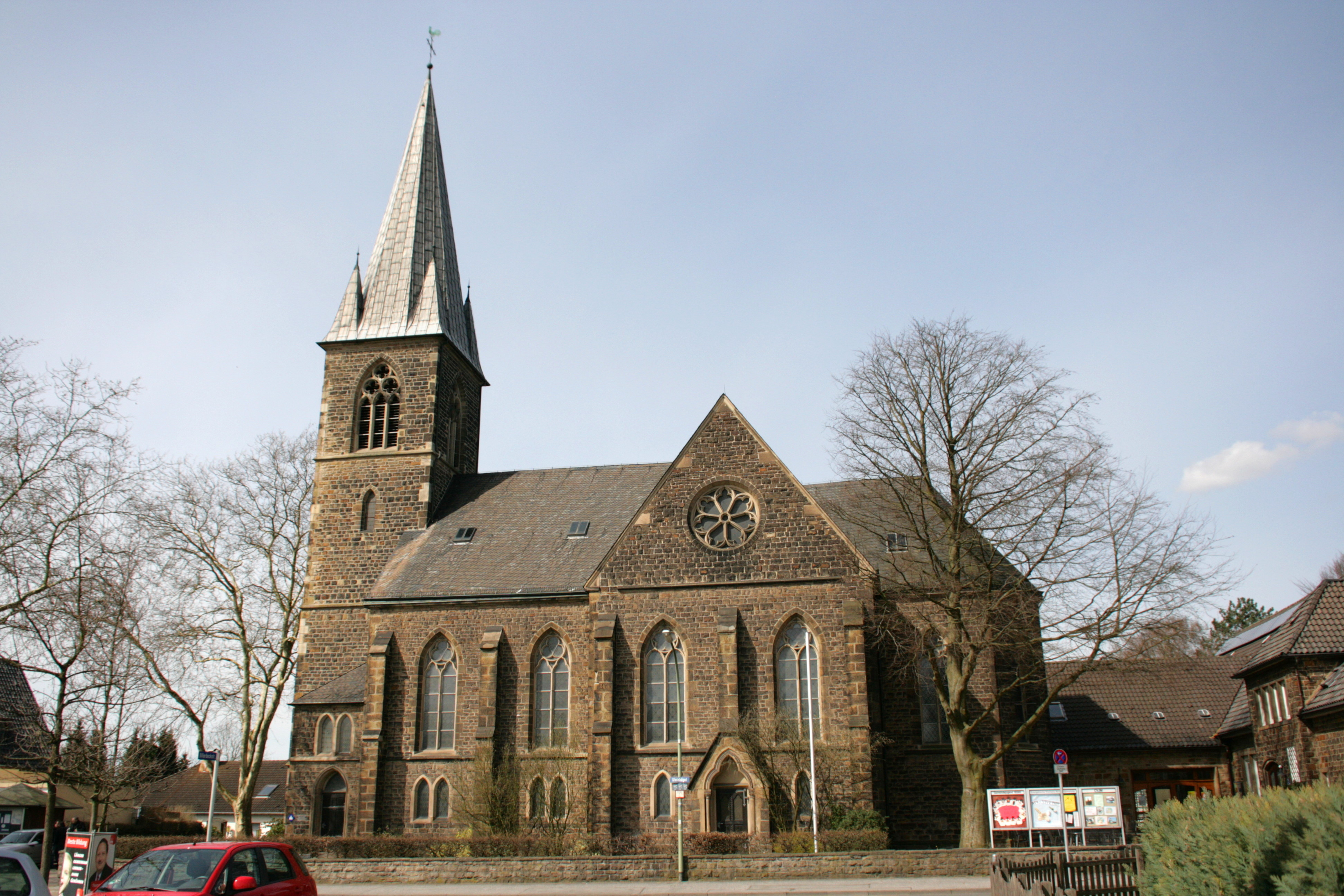
Die evangelische Kirche

Die evangelische Kirche in Heven, einem Ortsteil von Witten (Nordrhein-Westfalen), wurde 1900–1901 erbaut und steht unter Denkmalschutz. Sie wird von der evangelischen Trinitatis-Gemeinde genutzt.

## Architektur
Die Kirche wurde nach einem Entwurf des im Kirchenbau erfahrenen Architekten Gerhard August Fischer in Bruchstein errichtet. Sie hat die Bauform einer neugotischen Stufenhalle, die Erweiterungen wirken querhausartig. Der Turm steht an der Eingangsseite, der Chor besitzt einen 5/8-Schluss. Die Wände sind durch Werkstein-Elemente wie Eckquaderungen sowie Tür- und Fenster-Rahmungen gegliedert. Das Kreuzrippengewölbe im Innenraum ruht auf Rundpfeilern.
Die Ausstattung stammt überwiegend aus der Bauzeit und wurde zum Teil nach Entwürfen von Fischer angefertigt.

## Glocken
Nach dem zweimaligen Verlust ihres Geläuts in beiden Weltkriegen erhielt die Kirche 1948 drei Gussstahlglocken vom Bochumer Verein, gestimmt auf cis′, e′ und fis′. Da die Bewegung der Glocken bald starke Risse im Mauerwerk verursachte, wurden sie 1987 ausgebaut und durch sechs kleinere Bronzeglocken von der Glockengießerei Rincker ersetzt. Es sind die Gerechtigkeitsglocke (g′), die Barmherzigkeitsglocke (h′), die Friedensglocke (d″), die Betglocke (e″), die Auferstehungsglocke (fis″) und die Sakramentsglocke (g″).